# Buková hora (berg i Tjeckien, lat 50,67, long 14,23)
Buková hora är ett berg i Tjeckien. Det ligger i den nordvästra delen av landet, 70 km norr om huvudstaden Prag. Toppen på Buková hora är 683 meter över havet, eller 450 meter över den omgivande terrängen. Bredden vid basen är 5,8 km. Buková hora ingår i České Středohoří.
Terrängen runt Buková hora är huvudsakligen lite kuperad.Runt Buková hora är det ganska glesbefolkat, med 24 invånare per kvadratkilometer. Närmaste större samhälle är Ústí nad Labem, 13,8 km väster om Buková hora. I omgivningarna runt Buková hora växer i huvudsak blandskog.